# Ulex parviflorus
Ulex parviflorus är en ärtväxtart som beskrevs av Pierre André Pourret de Figeac. Ulex parviflorus ingår i släktet ärttörnen, och familjen ärtväxter.
Blomman är gul.

## Underarter
Arten delas in i följande underarter:
- U. p. africanus
- U. p. eriocladus
- U. p. funkii
- U. p. jussiaei
- U. p. parviflorus

## Bildgalleri

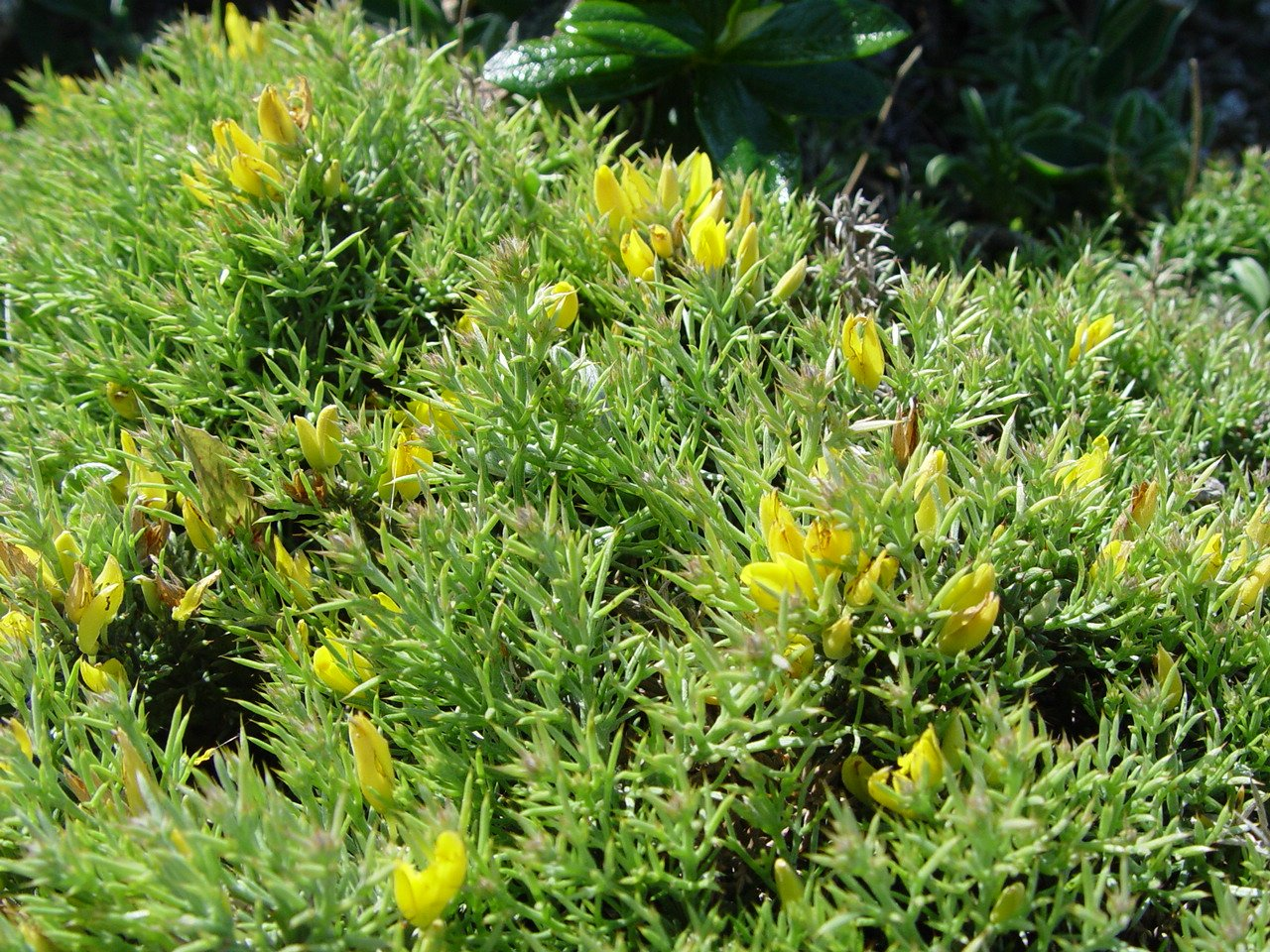
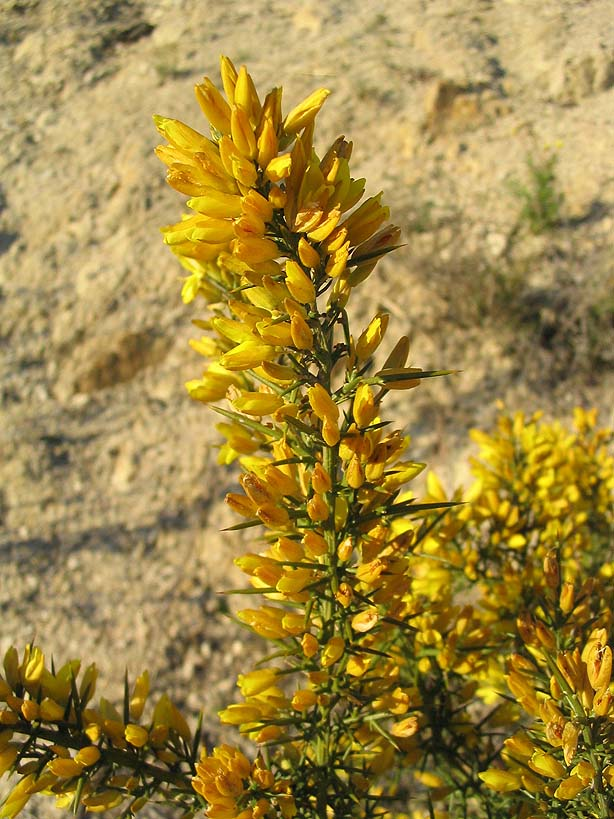
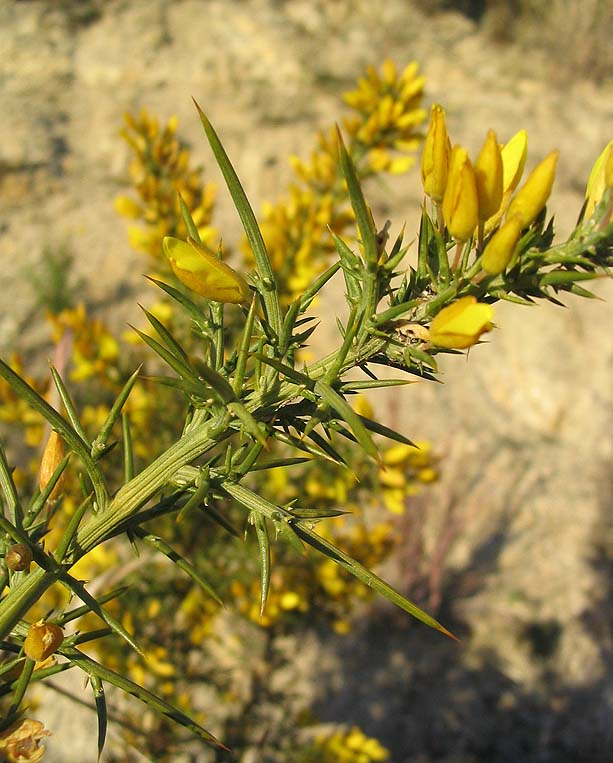
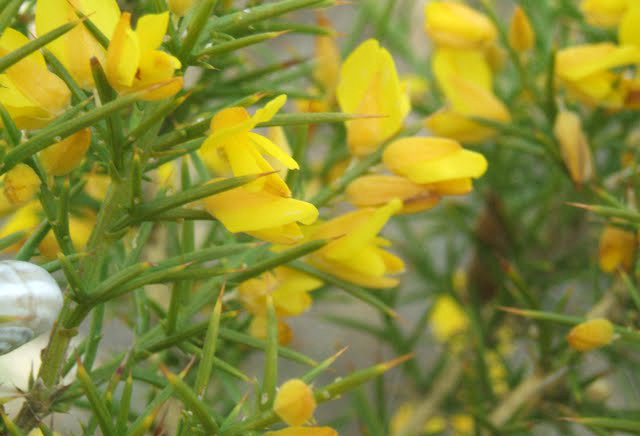